# Lithocarpus crassifolius
Lithocarpus crassifolius A.Camus – gatunek roślin z rodziny bukowatych (Fagaceae Dumort.). Występuje naturalnie w Wietnamie, północnym Laosie oraz południowych Chinach (w prowincji Junnan). 

## Morfologia
PokrójZimozielone drzewo dorastające do 10 m wysokości.
LiścieBlaszka liściowa jest skórzasta i ma eliptyczny lub odwrotnie jajowaty kształt. Mierzy 5–9 cm długości oraz 3–5 cm szerokości, jest całobrzega, ma klinową nasadę i tępy wierzchołek. Ogonek liściowy jest nagi i ma 2–5 mm długości.
OwoceOrzechy o kulistawym kształcie, dorastają do 10–12 mm długości i 15–18 mm średnicy. Osadzone są pojedynczo w kubeczkowatych miseczkach, które mierzą 8–12 mm długości i 15–22 mm średnicy. Orzechy otulone są w miseczkach do 35–50% ich długości.

## Biologia i ekologia
Rośnie w wiecznie zielonych lasach. Występuje na wysokości około 2700 m n.p.m. Owoce dojrzewają w sierpniu.